# João Tzelepes Comneno

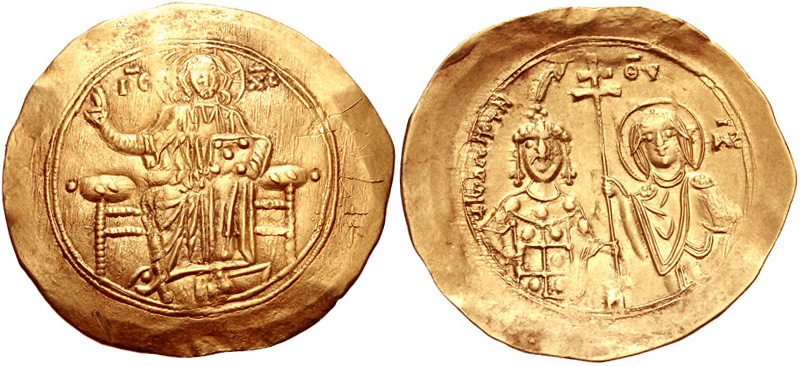
Hipérpiro escifato do imperador r.

João Tzelepes Comneno (em grego: Ἰωάννης Κομνηνὸς Τζελέπης; romaniz.: Ioánnes Komnenós Tzelépes) foi um nobre bizantino do século XII, filho de Isaac Comneno, o filho do imperador bizantino Aleixo I Comneno (r. 1081–1118). Acredita-se que o nome "Tzelepes" seja uma variação grega do túrquico honorífico Çelebi, um termo indicando nascimento nobre ou "conduta cavalheiresca". Os sultões otomano, notadamente Maomé II, o Conquistador, alegou descender de João Comneno.
Em 1130, conspirou ao lado de seu pai para derrotar João II Comneno (r. 1118–1143), o imperador à época e irmão de Isaac. Eles fizeram vários planos e alianças com o líder danismêndida e outros turcos que controlavam partes da Ásia Menor. Em 1138, João e seu pai conciliaram-se com o imperador, e receberam perdão total. Em 1139, João acompanhou o imperador em campanha na Ásia Menor. Em 1140, no cerco de Neocesareia, ele desertou. Como Norwich coloca, ele o fez por "abraçar simultaneamente o credo do Islã e a filha do sultão seljúcida Maçude I (r. 1116–1156)".